# ケロ猫のタンゴ
「ケロ猫のタンゴ」（ケロねこのタンゴ）は、皆川おさむとひばり児童合唱団／ケロロ小隊のシングル。2008年1月23日にFlyingDogから発売された。

## 概要
- 「ケロ猫のタンゴ」は、1969年に発売された「黒ネコのタンゴ」のパロディ曲で[2]、「21世紀の黒猫のタンゴ」と呼ばれている[3]。ボーカルは「黒ネコのタンゴ」を歌った皆川おさむが担当している[4]。テレビアニメ『ケロロ軍曹』のエンディングテーマとして使用された[5]。
- 「ポポイ・ザ・ケロンマン」は、テレビアニメ『ケロロ軍曹』の挿入歌として使用された[6]。アニメ内ではケロロ小隊歌という設定になっている[6]。

## 収録曲
1. ケロ猫のタンゴ [4:23]
歌：皆川おさむとひばり児童合唱団
作詞：相田毅、作曲・編曲：西脇辰弥
  - テレビアニメ『ケロロ軍曹』エンディングテーマ
2. ポポイ・ザ・ケロンマン [3:16]
歌：ケロロ小隊
作詞：西直紀、作曲・編曲：鈴木さえ子・掛川陽介・本澤尚之
  - テレビアニメ『ケロロ軍曹』挿入歌
3. ケロ猫のタンゴ（オリジナル・カラオケ） [4:23]
4. ポポイ・ザ・ケロンマン（オリジナル・カラオケ） [3:16]

## 収録アルバム
| 曲名                   | 収録アルバム                                      | 発売日        | 規格品番   |
| ---------------------- | ------------------------------------------------- | ------------- | ---------- |
| ケロ猫のタンゴ         | 『ケロロソング、(そこそこ)全部入りであります! 3』 | 2009年3月25日 | VTCL-60024 |
| ポポイ・ザ・ケロンマン | 『ペコポン侵略ソング、大集合であります!』         | 2009年6月24日 | VTCL-60139 |